# 3ª Divisione alpina "Julia"
La 3ª Divisione alpina "Julia" era una divisione da montagna del Regio Esercito Italiano, con sede a Udine.

## Storia
La 3ª Divisione alpina "Julia" traeva le sue origini dal 3º Raggruppamento alpino costituito a Belluno in attuazione della legge 7 marzo 1923. In esecuzione della legge 11 marzo 1926 sull'ordinamento dell'esercito, che prevedeva la costituzione delle brigate su tre reggimenti, venne formata la 3ª Brigata alpina nella quale confluiscono l'8° e il 9º Reggimento alpini e il 3º Reggimento artiglieria da montagna. Nell'ottobre del 1934, a seguito all'ordinamento Baistrocchi, il comando di Brigata assume la denominazione di Comando Superiore Alpino, cui nel dicembre dello stesso anno venne attribuito il nominativo di "Comando superiore alpino "Julia" (3°)". Il 10 settembre 1935 viene costituita la 3ª Divisione alpina "Julia" con la seguente struttura organica:
- 7º Reggimento alpini con i battaglioni "Feltre", "Pieve di Cadore", "Belluno";
- 8º Reggimento alpini con i battaglioni "Tolmezzo", "Gemona", "Cividale";
- 9º Reggimento alpini con i battaglioni "Vicenza", "Bassano", "L'Aquila";
- 3º Reggimento artiglieria alpina con i gruppi "Conegliano", "Udine", "Belluno".

(N.B. Brigata, Divisione e Corpo d'Armata sono denominazioni riferite a "Grandi Unità", unità composte da reparti delle varie Armi - Fanteria, Artiglieria e Cavalleria - e Specialità, come i Paracadutisti, gli Alpieri, gli Sciatori, il Genio etc.)

### Campagna d'Etiopia 1935-36
Gli alpini della Julia, temporaneamente inquadrati nella 5ª Divisione alpina "Pusteria", ricevettero il loro battesimo del fuoco nella guerra d'Etiopia, nel corso della quale il battaglione "Feltre" del 7º Reggimento alpini, gli artiglieri del Gruppo "Belluno" e della 13ª batteria del gruppo "Conegliano" del 3º Reggimento artiglieria alpina  presero parte per la conquista di Addis Abeba.
L'organico della Divisione fu ristrutturato nel maggio del 1937 con il 7º Reggimento alpini al completo e il gruppo di artiglieria "Belluno" ceduti alla 5ª Divisione alpina "Pusteria"; dopo questa ristrutturazione dell'organico era costituito dell'8° e dal 9º Reggimento alpini e dal 3º Reggimento artiglieria alpina, oltre che dalla 3ª Compagnia mista genio, che diverrà nel 1939 Battaglione misto genio.

### Seconda guerra mondiale
La Divisione prende parte alle operazioni per l'annessione dell'Albania all'Impero. Comanda la Divisione (dal 2 settembre 1938) il generale Fedele de Giorgis; alla testa dell'8º Reggimento (Btg. Tolmezzo, Btg. Gemona, Btg. Cividale) c'è il colonnello Dapino; alla testa del 9º Reggimento (Btg. Vicenza e Btg. L'Aquila) c'è il colonnello Gaetano Tavoni; alla testa del 3º Reggimento artiglieria (Gr. Conegliano e Gr. Udine, dalla 3ª Cp. mista Genio, dal plotone chimico e 207° autoreparto) c'è il colonnello Luigi Jalla, presto sostituito dal colonnello Pietro Gay. La Divisione, forte di circa 9.000 uomini, rimane dislocata in diverse località della zona nord-orientale dell'Albania, prospiciente la frontiera con la Jugoslavia e in seguito presidia la provincia di Scutari, fino all'ottobre 1940 quando è spostata al confine greco-albanese. Assume il comando il generale Mario Girotti e viene inviata verso il confine con la Grecia, nel settore Erseke-Leskoviku.
La Divisione "Julia", si distingue subito nella campagna di Grecia del 1940 - 1941 e in quella di Russia del 1942 - 1943 (come parte dell'8ª Armata) dove subirà ingentissime perdite.
Nel 41-42 Don Carlo Gnocchi fu cappellano del Battaglione "Val Tagliamento" (reparto facente parte dell'8º Reggimento Alpini in quel periodo) durante le campagne di Grecia e di Russia.
Il 29 dicembre 1942 la divisione, impiegata d'urgenza dal 18 dicembre 1942 per rafforzare lo schieramento dell'Asse e concorrere a frenare l'avanzata dell'Armata Rossa durante l'operazione Piccolo Saturno, venne citata nel comunicato giornaliero del comando supremo della Wehrmacht con le parole: "Nell'azione di difesa sul grande arco del Don si è particolarmente distinta la divisione Julia".  Insieme alla divisione "Cuneense" non riuscì ad uscire dalla sacca di accerchiamento, ma venne bloccata a Valujki (28 gennaio 1943); gran parte dei suoi soldati venne catturata dai sovietici.
Giulio Bedeschi fu ufficiale medico durante la campagna di Grecia, poi trasferito alla Divisione per quella di Russia. Raccontò le sue esperienze di guerra nel famosissimo libro Centomila gavette di ghiaccio pubblicato dopo la fine del conflitto.
In seguito al conflitto mondiale ed alle dolorose vicende della spedizione nei Balcani e della ritirata di Russia dal fiume Don del gennaio 1943, alla Divisione Julia vennero intitolate numerose vie e piazze d'Italia. In seguito all'armistizio venne sciolta.

### Ricostruzione
La "Julia" venne ricostituita a livello di Brigata nel 1949.
Il 6 maggio 1976, alle ore 21:10, vi fu il terremoto del Friuli, una violenta scossa che sconvolse il Friuli-Venezia Giulia. Gli alpini della Julia, anch'essi duramente colpiti dal sisma (28 alpini vittime del crollo della caserma Goi Pantanali a Gemona) prestarono i primi soccorsi alla popolazione scavando nelle macerie e occupandosi dei feriti. Nei giorni a seguire i Battaglioni e le Compagnie del Genio con altri reparti delle brigate alpine furono mobilitati con uomini e mezzi per fronteggiare l'emergenza. L'anno dopo la Brigata alpina Julia fu insignita della medaglia d'oro al valor civile.
Nel 1980 va, inoltre, ricordato l'intervento importante a scopo umanitario in Irpinia, in seguito ad un'altra catastrofe naturale.
La Brigata alpina "Julia" in questi ultimi anni pur riducendosi il numero di effettivi, in seguito alla riduzione dei reparti dell'Esercito, non è mai venuta meno all'alta specializzazione dei suoi componenti.
La brigata costituisce l'intelaiatura della formazione multinazionale Multinational Land Force, integrata da un'unità (battaglione o reggimento) della Slovenia e una dell'Ungheria. Operativa dal 2001, riceve disposizioni da un Comitato Politico-Militare trinazionale per essere impiegata in missioni NATO, ONU, UE e OSCE.

## Reparti

### Durante la campagna di Grecia
Questi i reparti della Divisione "Julia" che parteciparono alla campagna di Grecia:
- 8º Reggimento alpini: battaglioni "Cividale", "Gemona", "Tolmezzo", "Val Tagliamento", "Val Fella", "Val Natisone",
- 9º Reggimento alpini: battaglioni "L'Aquila", "Vicenza", "Val Cismon",
- 3º Reggimento artiglieria terrestre (montagna): gruppi "Udine", "Conegliano",
- III battaglione misto genio su:
  - 123ª compagnia artieri;
  - 113ª compagnia mista telegrafisti e marconisti;
  - 103ª sezione foto elettricisti.

### Durante la campagna di Russia
Questi i reparti della Divisione "Julia" che parteciparono alla campagna di Russia:
- 8º Reggimento alpini: battaglioni "Cividale", "Gemona", "Tolmezzo",
- 9º Reggimento alpini: battaglioni "L'Aquila", "Vicenza", "Val Cismon",
- 3º Reggimento Artiglieria da Montagna: gruppi "Udine", "Conegliano", "Val Piave",
- III battaglione misto genio su:
  - 123ª compagnia artieri;
  - 113ª compagnia mista telegrafisti e marconisti;
  - 103ª sezione foto elettricisti.

## Onorificenze

### Decorati
- Giovanni Brevi, tenente cappellano militare
- Renato Del Din, sottotenente
- Artico Di Prampero, tenente
- Anselmo Durigon, maresciallo
- Ugo Giavitto, sergente
- Giulio Martinat, generale
- Ugo Piccinini, sottotenente
- Benvenuto Ratto, tenente, "l'alpino leggendario"
- Gaetano Tavoni colonnello
- Umberto Tinivella, tenente colonnello
- Angelo Giuseppe Zancanaro, tenente colonnello
- Aldo Bortolussi, Corporal, 3rd Alpine Artillery Regiment, Julia Division

## Persone legate alla Divisione
- Egisto Corradi
- Manlio Cecovini
- Giuseppe Prisco "Peppino"
- Francesco De Gregori (partigiano)
- Mario Giannone
- Federico Moro (generale)